# Serving
Serving – singel maltańskiej piosenkarki Miriany Conte, wydany w dwóch wersjach odpowiednio 8 stycznia i 14 marca 2025.
Kompozycja reprezentowała Maltę w 69. Konkursie Piosenki Eurowizji (2025).

## Geneza utworu i historia wydania
Utwór napisali i skomponowali Miriana Conte, Matthew „Muxu” Mercieca, Sarah Evelyn Fullerton i Benjamin Schmid, który odpowiada również za produkcję piosenki. Utwór niesie przesłanie akceptacji siebie i sprzeciwu wobec norm społecznych ograniczających indywidualność, porusza również tematykę samooceny i reakcji na krytykę wyglądu.
Oryginalna wersja piosenki nosiła tytuł „Kant” (tłum. śpiew), a jej refren zawierał frazę „serving kant” (dosł. serwowanie śpiewu), co jest powszechnie interpretowane jako gra słów nawiązująca do potocznego anglojęzycznego zwrotu „serving cunt” (dosł. serwowanie pizdy), używanego w kulturze ballroom i dragu do wyrażania pewności siebie i ekspresji kobiecości. Sama Conte nie odniosła się do dwuznaczności refrenu, lecz podkreśliła osobiste znaczenie utworu w kontekście jej doświadczeń z dzieciństwa jako osoba z ADHD oraz wyjawiła, że inspiracją podczas jego tworzenia był musical Dźwięk muzyki.
Singel ukazał się w formacie digital download 8 stycznia (jako „Kant”) i 14 marca 2025 (jako „Serving” w wersji eurowizyjnej, przy czym jednocześnie wersja oryginalna została ponownie wydana jako „Serving kant”) na Malcie za pośrednictwem wytwórni płytowej Manifester Music.

## Konkurs Piosenki Eurowizji
Piosenka została zgłoszona do preselekcji Malta Eurovision Song Contest 2025, wyłaniających reprezentanta Malty w Konkursie Piosenki Eurowizji 2025 w Bazylei. 8 lutego 2025 zwyciężyła finał eliminacji zdobywszy w sumie 182 punkty od międzynarodowego jury i telewidzów, otrzymując tym samym prawo do reprezentowania kraju.

### Kontrowersje
W lutym 2025 prezenter BBC Radio 2 Scott Mills poinformował w jednej z audycji, że utwór nie mógłby zostać wyemitowany na brytyjskiej antenie, co argumentował naruszeniem przez niego regulaminu ustanowionego przez Ofcom, który reguluje użycie na wizji wulgarnego języka i przekleństw – miało to związek z użyciem w oryginalnej wersji piosenki w sugestywny sposób słowa „kant”, fonetycznie zbliżonego do angielskiego wulgaryzmu „cunt”.
Po zwycięstwie w preselekcjach, utwór został przemianowany w publikacjach Europejskiej Unii Nadawców (EBU) na „Kant (»Singing«)”, przez co  pojawiły się wątpliwości co do spełnienia przez piosenkę wymogów EBU dotyczących tekstu konkursowych propozycji. 4 marca maltański nadawca Public Broadcasting Services (PBS) poinformował, że pod wpływem raportu innego uczestniczącego nadawcy grupa referencyjna konkursu nakazała usunięcie słowa „kant” z utworu oraz zmienienie jego tytułu. Decyzję skrytykowali maltański minister kultury Owen Bonnici, określając ją mianem „cenzury artystycznej”, oraz prezes PBS Keith Chetcuti, który wyjawił zarazem, że stacja zamierza odwołać się od decyzji EBU w celu zaprezentowania na konkursie pierwotnej formy utworu. 13 marca maltańska telewizja potwierdziła, że nowa, eurowizyjna wersja utworu bez dwuznaczności w tekście zostanie wydana pt. „Serving”, a jej premiera będzie miała miejsce następnego dnia.

## Lista utworów
- Digital download – „Kant”[5]

1. „Kant” – 2:59

## Notowania

### „Kant”
| Kraj  | Lista (2025)                | Najwyższa pozycja |
| ----- | --------------------------- | ----------------- |
| Malta | Airplay (Radiomonitor)      | 1                 |
| Malta | Domestic Airplay (BMAT PRS) | 1                 |